# Warakshe
Warakshe (sumeri: 𒈥𒄩𒅆𒆠, Mar-ḫa-šiKI, Marhashi, Marhasi, Parhasi, Barhasi i Waraḫše; accadi: 𒁀𒊏𒄴𒋧𒆠, pa2-ra-ah-shum2-ki, Parahshum) va ser un regne a la regió d'Elam, a l'oest, sotmès a Sargon I d'Accad cap a l'any 2325 aC. La seva localització exacta no ha pogut ser determinada. Es coneix per fonts mesopotàmiques, i alguns estudiosos la relacionen amb la Cultura de Jiroft. Altres autors consideren que s'ha de situar en el Complex arqueològic Bactriana-Margiana.
Una inscripció atribuïda a Lugal-Ane-Mundu d'Adab (reproduïda en còpies posteriors) esmenta el territori com una de les províncies del seu imperi entre els noms d'Elam i de Gutium; la inscripció recorda que Adab va enfrontar al seu governador (ensi), Migir-Enlil, que dirigia una coalició de 13 caps rebels contra el rei. Marashi o Warakshe es va rebel·lar contra el successor de Sargon, el seu fill Rimuix d'Accad, cap al 2281 aC, sota la direcció del rei Sidgau, auxiliat pel rei d'Awan (també revoltat) Lukhkhishshan. La rebel·lió va ser sufocada. Per la mateixa època s'esmenta el regne de Parahsum, que podria ser el nom accadi de Warakhshe o Warakshe.
L'any 2260 aC, durant la successió de Naram-Sin, Warakshe es va tornar a revoltar sense èxit, aliat amb Hishep-ratep d'Awan. Un poema accadi del segon mil·lenni explica que diferents ciutats de Mesopotàmia es van sublevar contra Naram-Sin d'Accàdia al començament del seu regnat l'any 2260 aC. Les ciutats eren Kix, Kutha, Kazallu, Marad, Umma, Nippur, Uruk, Sippar, els països de Magan, els regnes elamites (Warakshe -que les inscripcions anomenen Parahsum), Awan, Anshan, Xeriku (anomenat Sirihum), Mardaman i segurament també Zahara o Zakhara (potser Apirak), el país de Simurrum, Namar, Apišal i Mari. Encara que el relat diu que totes les revoltes van ser simultànies és possible que no ho fossin, i que hi haguessin participat altres estats en el transcurs dels anys. Però Naram-Sin les va derrotar totes i va conservar l'imperi unit.
Cap a l'any 2075 aC se l'esmenta amb el nom de Markhaxi (o Marhashi, Marhaši, Mar-ḫa-šiKI, Marhasi, Parhasi, Barhasi) i era aliat del rei Xulgi d'Ur que va donar a la seva filla Nialimmidashu en matrimoni al rei Libanukshabash de Marhashi en el seu 26è any, com a part d'una aliança que estava construint, però això no devia tenir continuïtat doncs el successor de Xulgi, Amar-Sin, va fer una campanya contra el nou rei de Marhashi, Arwilukpi.